# BZ.medien

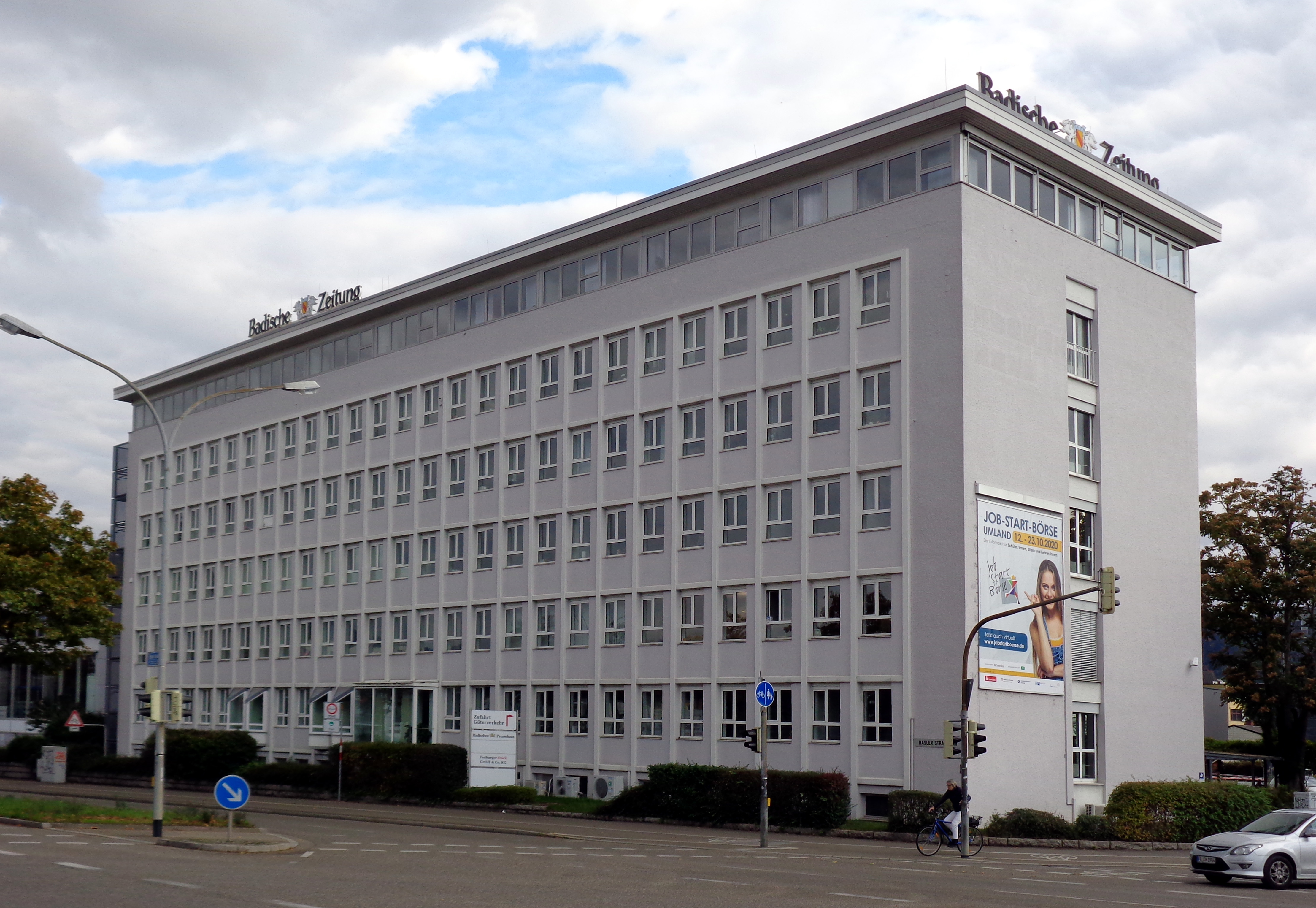
Das Verlagsgebäude in Freiburg

Die BZ.medien GmbH & Co. KG (bis zum 1. Februar 2021 Badisches Pressehaus GmbH & Co. KG) aus Freiburg im Breisgau ist die Holdinggesellschaft einer Gruppe von regionalen Medienunternehmen. Die Unternehmensgruppe befindet sich über die BZ.medien Verwaltungsgesellschaft mbH im Mehrheitseigentum der Poppen & Ortmann Druckerei und Verlag KG, mit der Dreisam Beteiligungsgesellschaft mbH als Minderheitsgesellschafterin.
Die Gruppe gehörte bis Ende 2019 je zur Hälfte den Verlegerfamilien Hodeige und Rombach (Heinrich Rombach KG) einerseits, sowie den Familien Poppen und Ortmann andererseits. Mit Ablauf des Jahres 2019 übernahm die Poppen & Ortmann KG Anteile der Heinrich Rombach KG und wurde damit alleinige Gesellschafterin.
Seit 2018 treten die Unternehmen der Gruppe unter der Dachmarke BZ.medien nach außen auf.
Hauptprodukt der Badischer Verlag GmbH & Co. KG, an der das Unternehmen einen Anteil von 83,3 % hält (die restlichen 16,7 % Anteile werden treuhänderisch für die Gesellschafter von der Redaktion gehalten), ist die Badische Zeitung.